# Steele Johnson
Steele Alexander Johnson (Indianapolis, 16 de junho de 1996) é um saltador estadunidense, especialista na plataforma, medalhista olímpico. 

## Carreira

### Rio 2016
Steele Johnson representou seu país nos Jogos Olímpicos de Verão de 2016, na qual conquistou uma medalha de prata, na plataforma sincronizada com David Boudia. 